# Adult contemporary
El format adult contemporary music (en català, "música contemporània per a adults"), sovint abreviada com AC, és un tipus de format per a la música, principalment la música pop contemporània, excloent el hip-hop, hard rock, pop juvenil o teen pop i temes rítmics i ballables dirigits cap a una audiència adulta madura. Les estacions de ràdio toquen aquest tipus de format que va sovint dirigit cap als radiooients de 25 a 54 anys, el grup més apreciat pel mercat de vendes. L'AC és generalment dividit en quatre grups: «Hot AC», també conegut com a «Adult Top 40» (Top 40 adult), «Soft AC» (AC suau), també conegut com a «Lite», «Urban AC» (AC urbà) a més conegut com a «Urban Contemporary» i «Religious AC» (AC religiós). Algunes canals de ràdio només emeten Hot AC, Soft AC o ambdós. L'AC no és usualment considerat com un gènere específic de música, ja que està composta de diversos temes seleccionats de distints músics de diferents gèneres.

## Artistes destacats
Aquests són alguns dels artistes més destacats de l'adult contemporany:
- 10cc
- Air Supply
- Alan Parsons Project
- Alice Cooper
- Andru Donalds
- Andy Gibb
- Annie Lennox
- Barbra Streisand
- Barry Gibb
- Barry White
- Bee Gees
- Billy Joel
- Bob Seger
- Bonnie Tyler
- Brenda Russell
- Brian McKnight
- Bryan Adams
- Carly Simon
- Carpenters
- Céline Dion
- Cher
- Chicago
- Chris De Burgh
- Christopher Cross
- Commodores
- Daniel Powter
- Daryl Hall & John Oates
- Deacon Blue
- Debbie Gibson
- Debby Boone
- Debra Laws
- Delta Goodrem
- Eagles
- Elton John
- Eric Clapton
- Extreme
- Faith Hill
- Fleetwood Mac
- Frankie Valli
- Gary Moore
- Genesis
- George Michael
- Gilbert O'sullivan
- Gwen Guthrie
- Hall & Oates
- Élena Paparizu
- Jamie O'neal
- Jewel
- Jim Croce
- Joe Esposito
- John Mellencamp
- Josh Groban
- Julio Iglesias
- Kelly Clarkson
- Kool & The Gang
- Kylie Minogue
- Linda Ronstadt & James Ingram
- Lionel Richie
- Madonna
- Mariah Carey
- Marmalade
- Michael Bublé
- Morris Albert
- Nazareth
- Neil Sedaka
- Nelly Furtado
- Paul Mccartney & Wings
- Phil Collins
- Pholhas
- Ray, Goodman & Brown
- Richard Marx
- Rita Coolidge
- Rob Thomas/Matchbox Twenty
- Robbie Williams
- Ronan Keating
- Roxette
- Sheryl Crow
- Simply Red
- Spice Girls
- Stevie Wonder
- The Cardigans
- The Police
- Tina Turner
- Toto